# Vico Equense
Vico Equense é uma comuna italiana da região da Campania, província de Nápoles, com cerca de 20.048 habitantes. Estende-se por uma área de 29 km², tendo uma densidade populacional de 691 hab/km². Faz fronteira com Castellammare di Stabia, Meta, Piano di Sorrento, Pimonte, Positano.

## Demografia
| Variação demográfica do município entre 1861 e 2011                               |
|                                                                                   |
| Fonte: Istituto Nazionale di Statistica (ISTAT) - Elaboração gráfica da Wikipedia |